# 29654 Michaellaue
29654 Michaellaue è un asteroide della fascia principale. Scoperto nel 1998, presenta un'orbita caratterizzata da un semiasse maggiore pari a 2,4192365 UA e da un'eccentricità di 0,1447102, inclinata di 2,14318° rispetto all'eclittica.